# Anua camptogramma
Anua camptogramma är en fjärilsart som beskrevs av Louis Beethoven Prout. Anua camptogramma ingår i släktet Anua och familjen nattflyn. Inga underarter finns listade i Catalogue of Life.